# John Wilson (regista)
John Michael Wilson (New York, 7 ottobre 1986) è un regista, sceneggiatore, produttore cinematografico e documentarista statunitense, noto per essere l'ideatore e il regista di How to with John Wilson, una docu-serie di produzione HBO.

## Biografia

### Primi anni
Wilson è nato Astoria, Queens ed è cresciuto a Long Island. Il suo interesse per la cinematografia inizia fin da adolescente, quando riceve dal padre la prima cinepresa, con cui ben presto inizia a girare film amatoriali. Tra le sue influenze artistiche lui stesso menziona: Les Blank, George Kuchar e Bruce Brown.
Poco dopo il diploma, Wilson ha proiettato davanti ad amici e parenti il suo primo film, Jingle Berry, da lui scritto e prodotto in tre anni, che tuttavia non ha ricevuto un giudizio positivo. Wilson in persona ha aggiunto questa informazione sulla sua pagina Wikipedia in lingua inglese, come visibile nel quarto episodio della seconda stagione di How To with John Wilson ("How to Throw Out Your Batteries").

### Binghamton University
Wilson si è laureato nel 2008 alla Binghamton University, ove si è unito, nel corso degli studi, ad un gruppo di canto a cappella: i "Binghamton Crosbys". Nell'episodio "How to Appreciate Wine" (2ª stagione, episodio 2) della sua docu-serie HBO, Wilson racconta di aver partecipato con il gruppo canoro ad una conferenza tenuta da nient'altri che Keith Raniere, fondatore della setta di traffico sessuale "NXIVM", attualmente condannato a 120 anni di carcere. Raniere sarebbe stato al centro di uno spiacevole episodio per cui avrebbe addirittura minacciato di far espellere i Binghamton Crosbys da Binghamton. Allo stesso evento Wilson ha anche incontrato l'attrice di Smallville, Allison Mack.
Sempre nel periodo universitario Wilson ha realizzato un corto documentatio dal titolo Looner, con tema "feticismo dei palloncini".

### Vita privata
Attualmente vive nel quartiere di Ridgewood, nel Queens, in un immobile di cui lui stesso, dopo un paio di anni di affitto, è diventato proprietario. L'acquisizione dell'edificio è stata documentata e approfondita all'interno dell'episodio pilota della seconda stagione di How to with John Wilson ("How to Invest in Real Estate").
Wilson fuma, ha una gatta e ricorda con difficoltà i propri sogni. Ha un ottimo rapporto con la propria ex-proprietaria di casa, da lui soprannominata affettuosamente "Mama", che compare più volte nello show.

## Carriera
Nel 2008, dopo la laurea, Wilson ha lavorato come investigatore privato. La sua esperienza nel campo inquisitivo gli ha insegnato ad analizzare più nel dettaglio le persone e i luoghi della vita di tutti i giorni.
Nel 2015, Wilson ha seguito il cantante scozzese David Byrne in tour per realizzare un film sulle sue esibizioni, intitolato "Temporary Color". L'anno successivo Vimeo ha proposto a Wilson di girare un documentario sul Sundance Film Festival.
Questi due lavori, insieme ad una serie di corti pubblicati sul suo sito personale, hanno attirato l'attenzione del commediografo e sceneggiatore canadese Nathan Fielder, con cui inizia a collaborare nel 2018.
Nell'ottobre del 2020 esce su HBO la sua docu-serie How to with John Wilson prodotta, tra gli altri, da Fielder stesso.
Il 9 dicembre 2020 la serie è stara rinnovata per una seconda stagione, rilasciata il 26 novembre dell'anno successivo. La terza e ultima stagione è stata invece pubblicata il 28 luglio 2023.